# 4 Tage im Mai
4 Tage im Mai è un film del 2011 diretto da Achim von Borries. Il soggetto narra di una truppa dell'Armata Rossa in avanscoperta che combatte i soldati della Wehrmacht per proteggere donne e bambini tedeschi. È basato fatti realmente accaduti.
Fu presentato in anteprima il 9 agosto 2011 al Locarno Film Festival.

## Trama
È la mattina del 4 maggio 1945, quattro giorni prima del termine della seconda guerra mondiale. Il capitano Kalmykov, con una squadra di esploratori, occupa un orfanotrofio sulla costa baltica. Da questo punto strategico si può sorvegliare una striscia di terreno. Residenti e profughi stanno fuggendo in barca verso la Danimarca, e un'ottantina di soldati della Wehrmacht sono accampati sulla riva, intenzionati a loro volta a raggiungere le sponde del paese nordico per arrendersi ai britannici. Il capitano dell'Armata Rossa si rammarica di dover stazionare sul posto con troppo pochi uomini per impedire la fuga ai ben più numerosi tedeschi, e non gli resta altro che un cannone difettoso. Ma, già degradato in passato due volte per insubordinazione, si conforma agli ordini del maggiore, che passa oltre con le proprie truppe. Gli uomini ammirano Kalmykov per la sua fermezza e dopo molti anni di guerra gli hanno affibbiato il soprannome di Drago: la sua testa, «mozzata» ogni volta dalla degradazione, pareva sempre «ricrescere» per la capacità di non lasciarsi piegare dalle umiliazioni da parte dei superiori.
Gli uomini dell'Armata Rossa sono stanchi della guerra e dopo la vittoria desiderano solo tornare a casa dalle loro famiglie. Occupano quindi l'orfanotrofio, ma trattano abbastanza bene i bambini e il personale, tra cui la maestra, la baronessa Maria. Anche lei, come il capitano, viene da Leningrado e perciò parla russo. Questa circostanza alleggerisce un po' la tensione dell'incontro forzato. Suo nipote, l'orfanello tredicenne Peter, non vuole credere che la guerra sia perduta. Di fronte a uno scontro tra tedeschi e sovietici, si procura un'uniforme della Wehrmacht e torna di soppiatto con un mitra all'orfanotrofio per difendere la zia e gli altri bambini. Ma viene catturato dai sovietici e trattato da prigioniero di guerra, poiché un soldato sovietico è stato colpito nel conflitto a fuoco. Si scopre in seguito che il ferimento è da proiettile di fucile e non proviene dal mitra di Peter. Il ragazzo viene quindi lasciato abbastanza libero e inoltre, poiché la baronessa l'ha cresciuto bilingue, è impiegato come interprete.

## Attendibilità
Aleksej Guskov, produttore e attore protagonista, ha basato la sceneggiatura su un'opera di Dmitry Faust. L'autore, raccontando la storia del Maresciallo dell'Unione Sovietica, K. Moskalenko, ha descritto il caso segnalato di truppe tedesche che sono venute in aiuto della piccola unità di ricognizione sovietica. Gli scout hanno impedito al maggiore ubriaco di violentare una ragazza tedesca. La plausibilità della storia è stata supportata dalla sua pubblicazione sulla prestigiosa rivista storica illustrata russa Rodina. Tuttavia, la stessa rivista conteneva un articolo di Boris Sokolov, nel quale metteva in discussione l'autenticità del rapporto politico citato da Dmitrij Faust. Successivamente, altri storici hanno sostenuto che la storia era totalmente fittizia, non supportata da documenti d'archivio.

## Produzione

### Locations

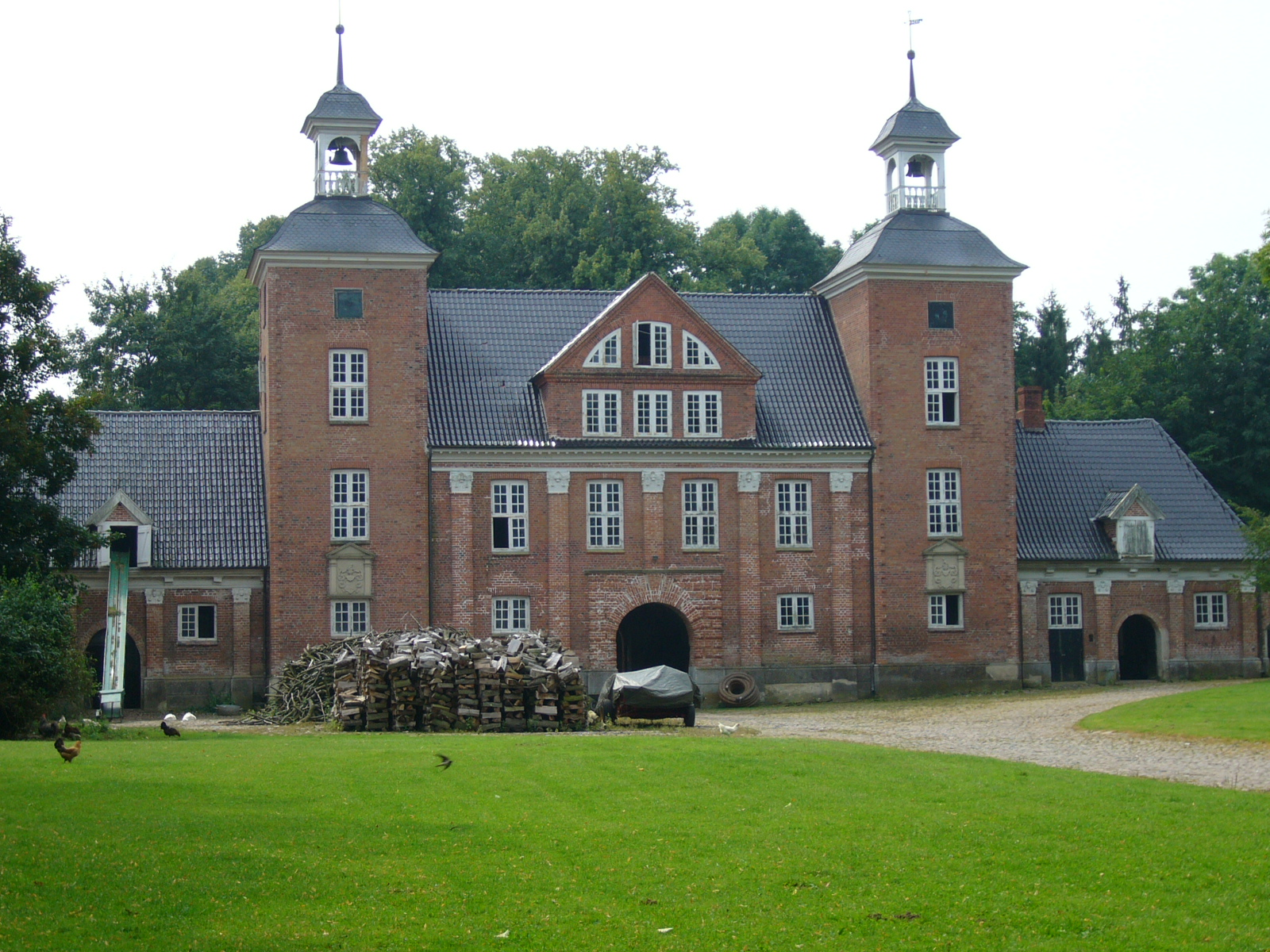
Lo Schloß Bothkamp nello Schleswig-Holstein

Per le scene nella casa dei bambini, von Borries ha scelto lo Schloß Bothkamp nell'omonimo comune nella regione di Barkauer Land nel Circondario di Plön nello Schleswig-Holstein. Le scene di paesaggio e le ambientazioni sulla costa sono state girate a Rügen e la base aerea si trova sulla penisola di Bug.

## Riconoscimenti
- 2012 - Festival del cinema russo a Honfleur[3]
  - Prix du public